# Licania nitida
Licania nitida är en tvåhjärtbladig växtart som beskrevs av Joseph Dalton Hooker. Licania nitida ingår i släktet Licania och familjen Chrysobalanaceae. Inga underarter finns listade i Catalogue of Life.